# Wężowe Skały
Wężowe Skały – grupa skał w dolnej części lewych zboczy Doliny Będkowskiej na Wyżynie Olkuskiej będącej częścią Wyżynie Krakowsko-Częstochowskiej. Administracyjnie znajdują się we wsi Kobylany w województwie małopolskim, w powiecie krakowskim, w gminie Zabierzów.
Wężowe Skały znajdują się w orograficznie lewych zboczach Wąwozu Granicznego, powyżej stawów hodowlanych gospodarstwa na dnie Doliny Będkowskiej. Tworzą skalny mur opadający wzdłuż stoku. Są to zbudowane z twardych wapieni skały o wysokości 10–18 m. Przez wspinaczy skalnych zaliczane są do Grupy nad Stawami. Łącznie jest na nich 16 dróg wspinaczkowych o trudności od III do VI.2 w skali polskiej. Na części z nich zamontowano stałe punkty asekuracyjne w postaci ringów (r), haków, stanowisk zjazdowych (st), dwóch ringów zjazdowych (drz) lub pojedynczego ringu zjazdowego (rz).

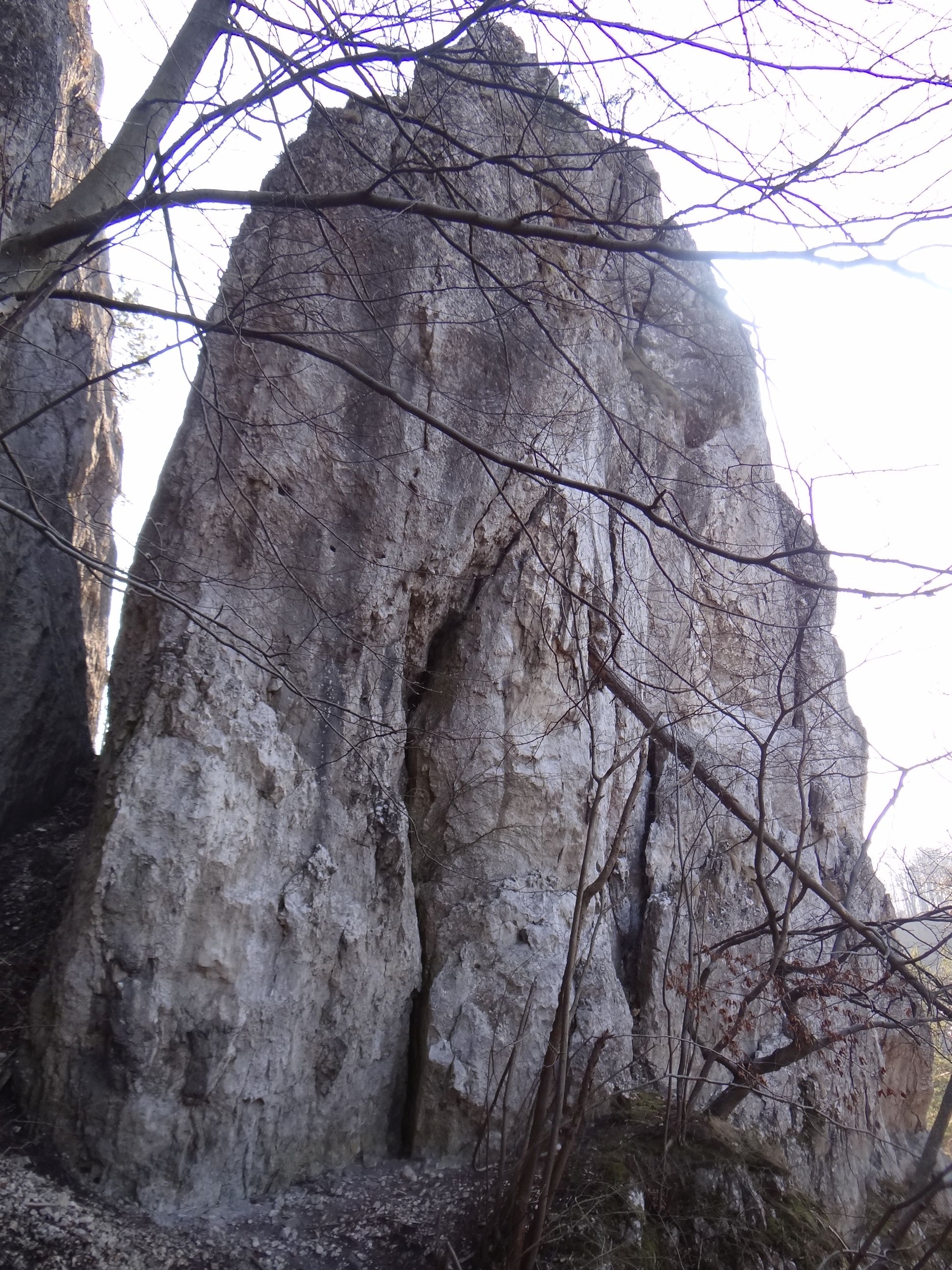
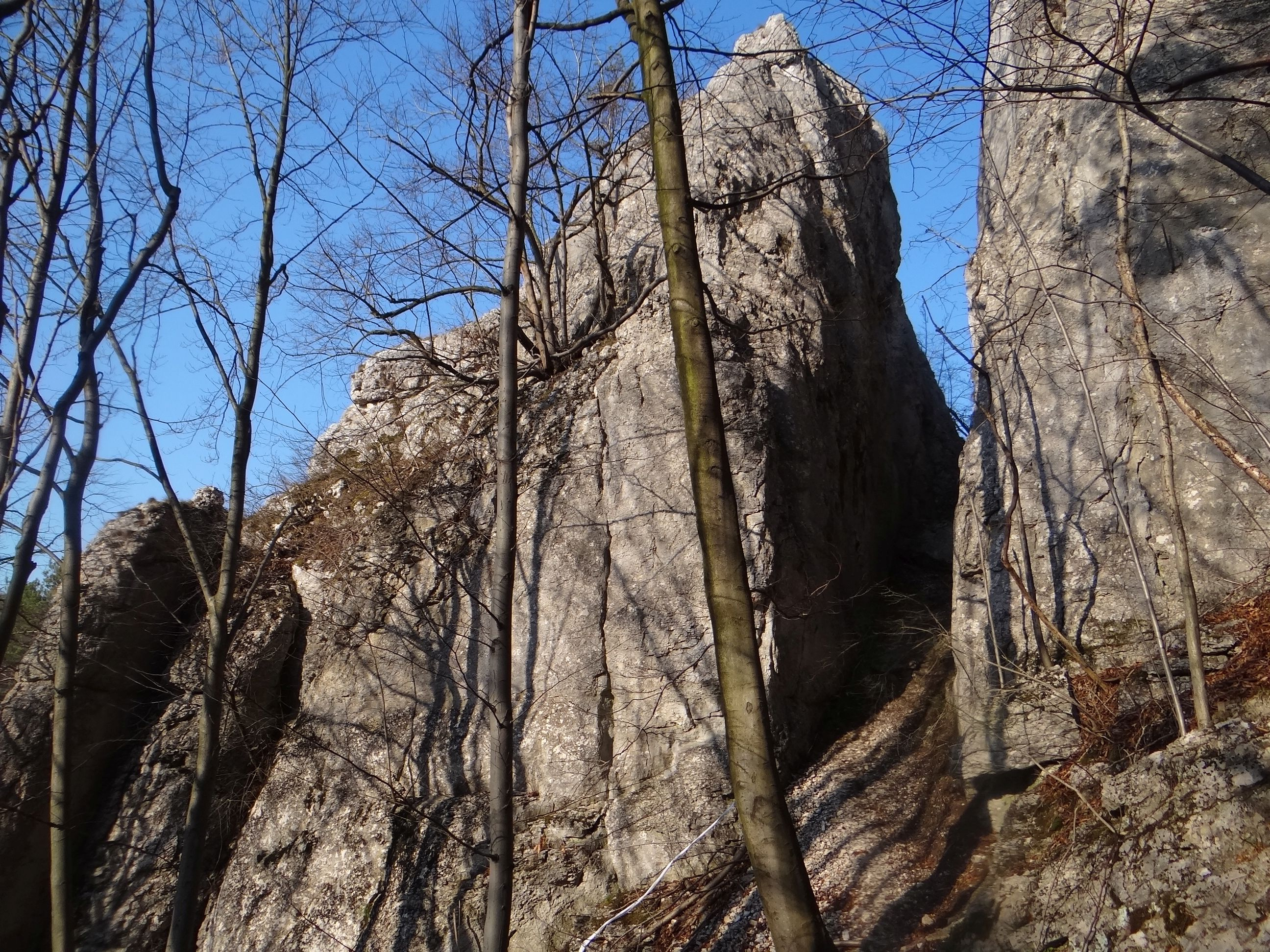
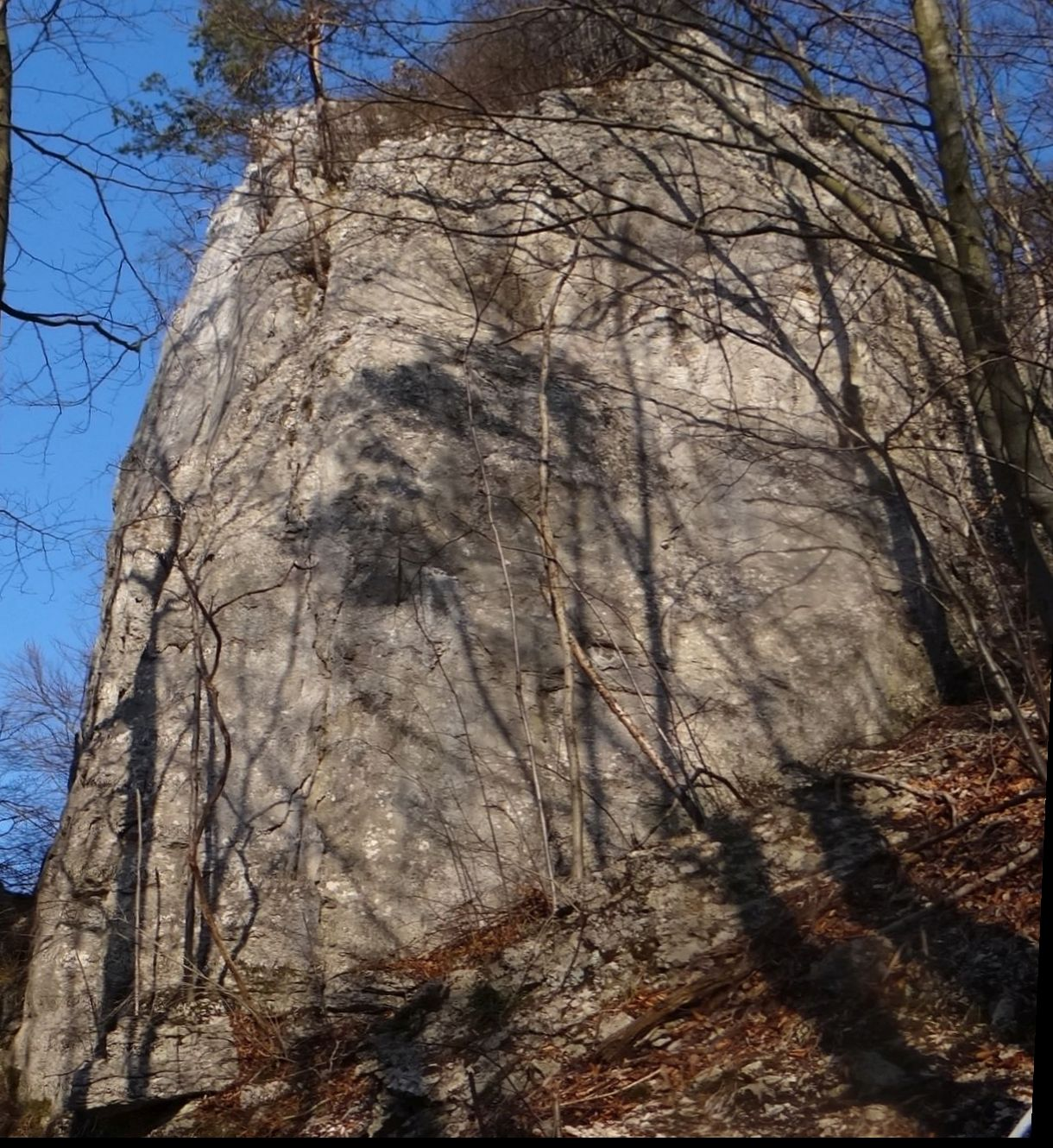
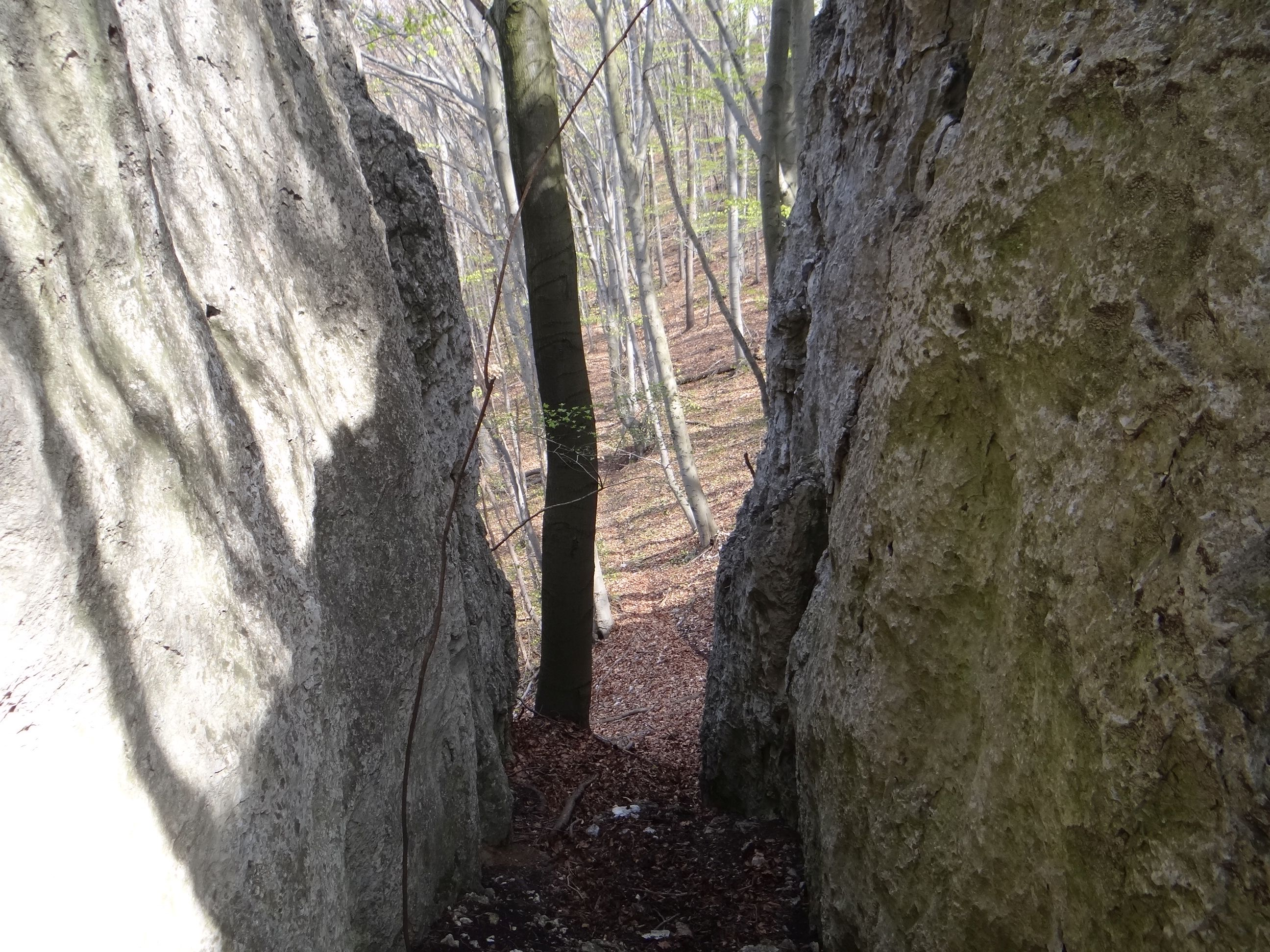
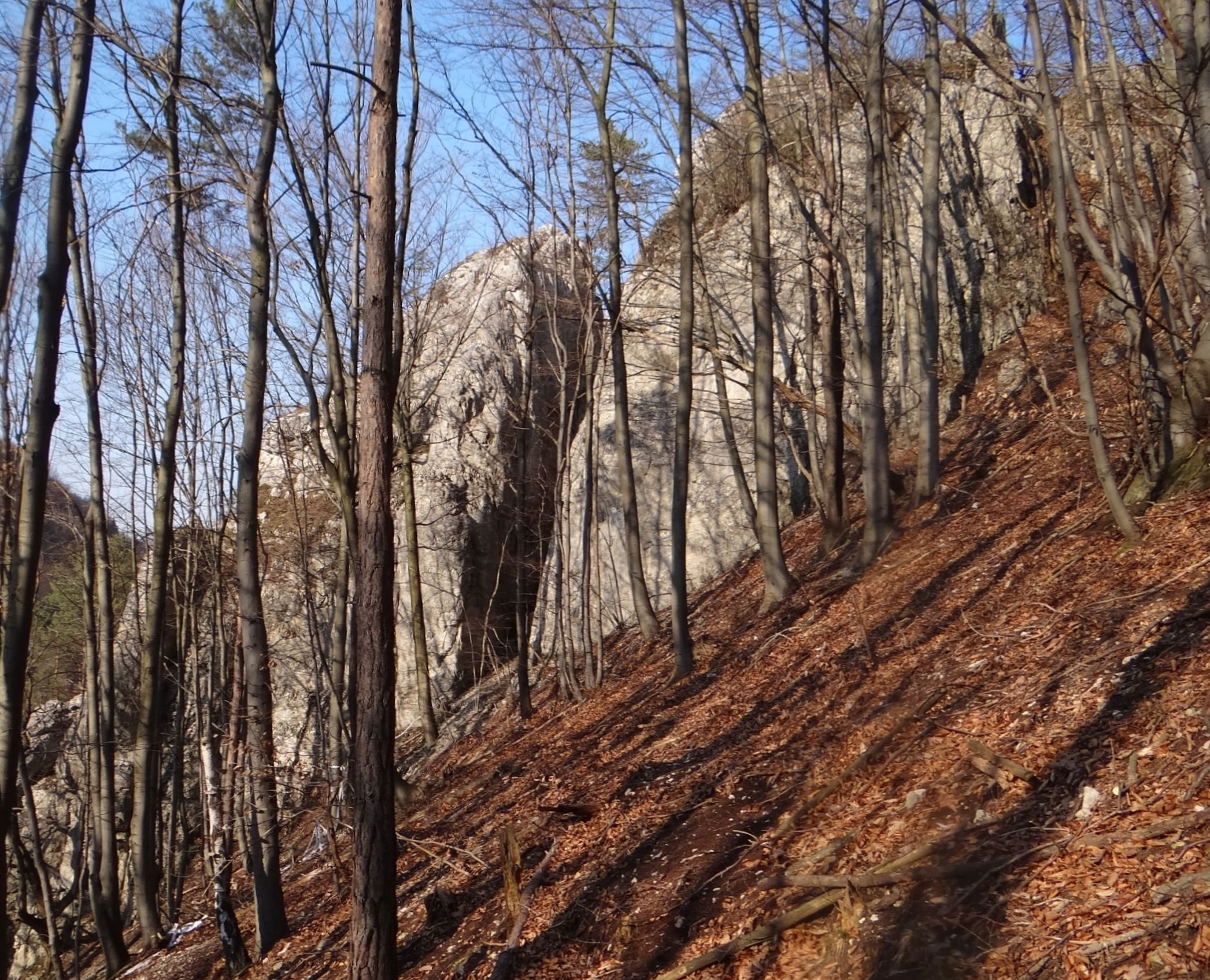
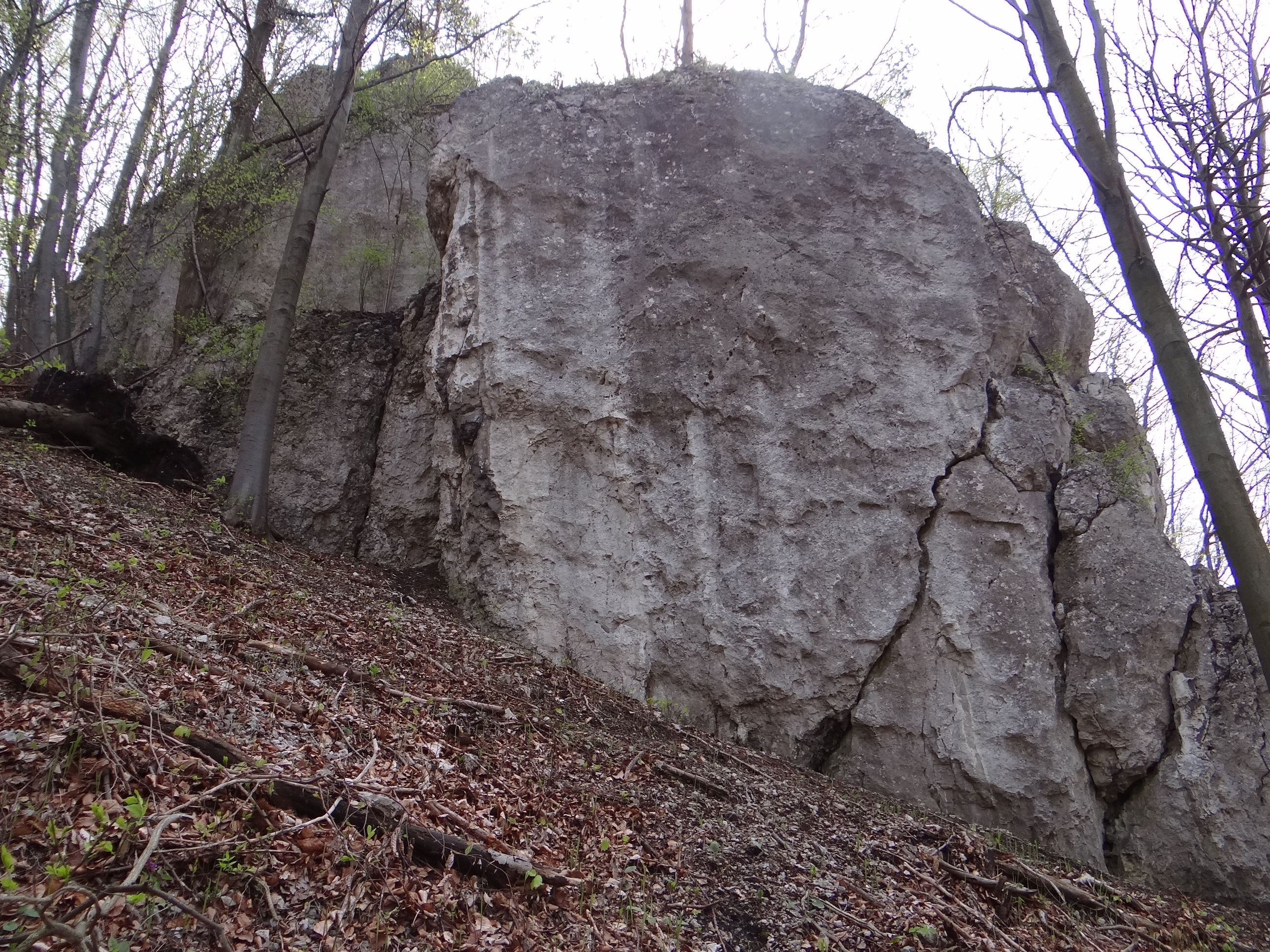

## Drogi wspinaczkowe
Ściana północna I
1. Komin za muchomorem; VI, 12 m

Ściana północna II
1. Mała stabilizacja; VI.1, drz, 15 m
2. Stabilizacja mniejsza; VI+, drz, 15 m
3. Syrena Bosto; VI.1, 15 m
4. Dziesięć kwintali z hektara; VI.1+, 15 m
5. Wywiad z wampirem; VI+, 15 m
6. Zachodni filar; V+, drz, 15 m

Przełaz I
1. Filarek przy przełazie; VI-, 18 m
2. Rysą filarka w przełazie; V, 1h, 17 m
3. Widły; IV+, 16 m
4. Ryska Barana; VI.1, 15 m
5. Wężowa ryska; IV+, 15 m
6. Sanatorium pod klepsydrą; VI.1, 2r + drz, 10 m

Przełaz II
1. Skośne pęknięcie; V+, 2h + drz, 14 m
2. Wężowa załupa; III, 14 m
3. Wężykiem Jasiu!; V-, 6r + st, 14 m
4. Wężowe ruchy; VI.1+/2, 3r + rz, 10 m
5. Zachodnia rysa; IV+, 5r + st, 14 m
6. Podchwytliwa zagadka; VI.1, 1h, 14 m

Ściana południowa I
1. Peterejka; IV+, 25 m
2. Ślad węża na skale; V+, 12 m
3. Wężowy komin; V+, 12 m
4. Kiełkowski-Uznański; IV+, 12 m

Ściana południowa II
1. Deszcz zmył ogranicznik; VI+, 16 m

Ściana południowa III
1. Przez płetwę; V+, 10 m
2. Krucha czwórka; IV, 10 m
3. Wężowa igła; IV, 6 m[3].